# Saturn Awards 1980
La 7ª edizione dei Saturn Awards si è svolta il 26 luglio 1980, per premiare le migliori produzioni cinematografiche del 1979.

## Candidati e vincitori
I vincitori sono indicati in grassetto.

### Film

#### Miglior film di fantascienza
- Alien, regia di Ridley Scott[1]
- The Black Hole - Il buco nero (The Black Hole), regia di Gary Nelson
- Moonraker - Operazione spazio (Moonraker), regia di Lewis Gilbert
- Star Trek (Star Trek: The Motion Picture), regia di Robert Wise
- L'uomo venuto dall'impossibile (Time After Time), regia di Nicholas Meyer

#### Miglior film horror
- Dracula, regia di John Badham[2]
- Amityville Horror, regia di Stuart Rosenberg
- Amore al primo morso (Love at First Bite), regia di Stan Dragoti
- Mafu (una terrificante storia d'amore) (The Mafu Cage), regia di Karen Arthur
- Fantasmi (Phantasm), regia di Don Coscarelli

#### Miglior film fantasy
- Ecco il film dei Muppet (The Muppet Movie), regia di James Frawley[3]
- Nick Carter quel pazzo di detective americano (Adéla ještě nevečeřela), regia di Oldřich Lipský
- Avventura araba (Arabian Adventure), regia di Kevin Connor
- L'ultima onda (The Last Wave), regia di Peter Weir
- Nutcracker Fantasy (くるみ割り人形), regia di Takeo Nakamura

#### Miglior attore
- George Hamilton - Amore al primo morso (Love At First Bite)
- Christopher Lee - Avventura araba (Arabian Adventure)
- Frank Langella - Dracula
- William Shatner - Star Trek (Star Trek: The Motion Picture)
- Malcolm McDowell - L'uomo venuto dall'impossibile (Time After Time)

#### Miglior attrice
- Mary Steenburgen - L'uomo venuto dall'impossibile (Time After Time)
- Sigourney Weaver - Alien
- Margot Kidder - Amityville Horror (The Amityville Horror)
- Susan Saint James - Amore al primo morso (Love at First Bite)
- Persis Khambatta - Star Trek (Star Trek: The Motion Picture)

#### Miglior attore non protagonista
- Arte Johnson - Amore al primo morso (Love at First Bite)
- Donald Pleasence - Dracula
- Richard Kiel - Moonraker - Operazione spazio (Moonraker)
- Leonard Nimoy - Star Trek (Star Trek: The Motion Picture)
- David Warner - L'uomo venuto dall'impossibile (Time After Time)

#### Miglior attrice non protagonista
- Veronica Cartwright - Alien
- Pamela Hensley - Capitan Rogers nel 25º secolo (Buck Rogers in the 25th Century)
- Jacquelyn Hyde - The Dark
- Marcy Lafferty - The Day Time Ended
- Nichelle Nichols - Star Trek (Star Trek: The Motion Picture)

#### Miglior regia
- Ridley Scott - Alien[4]
- John Badham - Dracula
- Peter Weir - L'ultima onda (The Last Wave)
- Robert Wise - Star Trek (Star Trek: The Motion Picture)
- Nicholas Meyer - L'uomo venuto dall'impossibile (Time After Time)

#### Miglior sceneggiatura
- Nicholas Meyer - L'uomo venuto dall'impossibile (Time After Time)
- Dan O'Bannon - Alien
- Jeb Rosebrook e Gerry Day - The Black Hole - Il buco nero (The Black Hole)
- Robert Kaufman - Amore al primo morso (Love at First Bite)
- Jerry Juhl e Jack Burns - Ecco il film dei Muppet (The Muppet Movie)

#### Migliori effetti speciali
- Douglas Trumbull, John Dykstra e Richard Yurich - Star Trek (Star Trek: The Motion Picture)
- Brian Johnson e Nick Allder - Alien
- Peter Ellenshaw - The Black Hole - Il buco nero (The Black Hole)
- John Evans e John Richardson - Moonraker - Operazione spazio (Moonraker)
- Robbie Knott - Ecco il film dei Muppet (The Muppet Movie)

#### Miglior colonna sonora
- Miklós Rózsa - L'uomo venuto dall'impossibile (Time After Time)
- Ken Thorne - Avventura araba (Arabian Adventure)
- John Barry - The Black Hole - Il buco nero (The Black Hole)
- Paul Williams - Ecco il film dei Muppet (The Muppet Movie)
- Jerry Goldsmith - Star Trek (Star Trek: The Motion Picture)

#### Migliori costumi
- Jean-Pierre Dorléac - Capitan Rogers nel 25º secolo (Buck Rogers in the 25th Century)
- Jean-Pierre Dorléac - Battlestar Galactica
- Gisela Storch - Nosferatu, il principe della notte (Nosferatu: Phantom der Nacht)
- Robert Fletcher - Star Trek (Star Trek: The Motion Picture)
- Sal Anthony e Yvonne Kubis - L'uomo venuto dall'impossibile (Time After Time)

#### Miglior trucco
- William J. Tuttle - Amore al primo morso (Love at First Bite)
- Pat Hay - Alien
- Tom Savini - Zombi (Dawn of the Dead)
- Peter Robb-King - Dracula
- Fred B. Phillips, Janna Phillips e Ve Neill - Star Trek (Star Trek: The Motion Picture)

#### Miglior film internazionale
- Nick Carter quel pazzo di detective americano (Adéla ještě nevečeřela), regia di Oldřich Lipský ( Cecoslovacchia)
- Messaggi da forze sconosciute (The silent flute), regia di Richard Moore ( Stati Uniti/ Israele)
- Nosferatu, il principe della notte (Nosferatu: Phantom der Nacht), regia di Werner Herzog ( Germania Ovest/ Francia)
- Patrick, regia di Richard Franklin ( Australia)
- Scontri stellari oltre la terza dimensione (Starcrash), regia di Luigi Cozzi ( Stati Uniti/ Italia)
- Message from Space (宇宙からのメッセージ), regia di Kinji Fukasaku ( Giappone)

#### Miglior film con un budget sotto 1.000.000 di dollari
- Il pianeta dei dinosauri (Planet of Dinosaurs), regia di James K. Shea
- Parts: The Clonus Horror, regia di Robert S. Fiveson

#### Performance internazionale più popolare
- Roger Moore

## Premi speciali
- Outstanding Achievement to the Academy: Robert V. Michelucci
- Life Career Award: Gene Roddenberry e William Shatner
- George Pal Memorial Award: John Badham
- Hall of Fame: The Rocky Horror Picture Show, regia di Jim Sharman